# Санта-Мария-ин-Козмедин
Базилика Санта-Мария-ин-Козмедин (итал. La basilica di Santa Maria in Cosmedin — Базилика Святой Марии Украшенная) — церковь Святой Девы Марии, расположенная в центре Рима, в районе Рипа между Авентином и левым берегом Тибра, на площади «Уста истины» (piazza della Bocca della Verità). Управляется мелькитской греко-католической церковью, имеет титулы малой базилики и одноимённой диаконии. Храм выделяется среди прочих римских церквей раннесредневековым убранством интерьера и драгоценной утварью. Особенно примечательна мозаика VIII века «Поклонение волхвов» (l’Adorazione dei Magi) из старого собора Св. Петра. Однако туристов влечёт сюда другое — овеянные романтическими легендами «Уста истины» (итал. Bocca della Verità).

## Титулярная диакония
Церковь Санта-Мария-ин-Козмедин является титулярной диаконией, кардиналом-дьяконом с титулярной диаконией Санта-Мария-ин-Козмедин с 15 декабря 1958 года по 26 июня 1967 года, являлся итальянский кардинал Франческо Роберти, до своего возведения в сан кардинала-священника и смены титулярной церкви. Ныне вакантно.

## История церкви

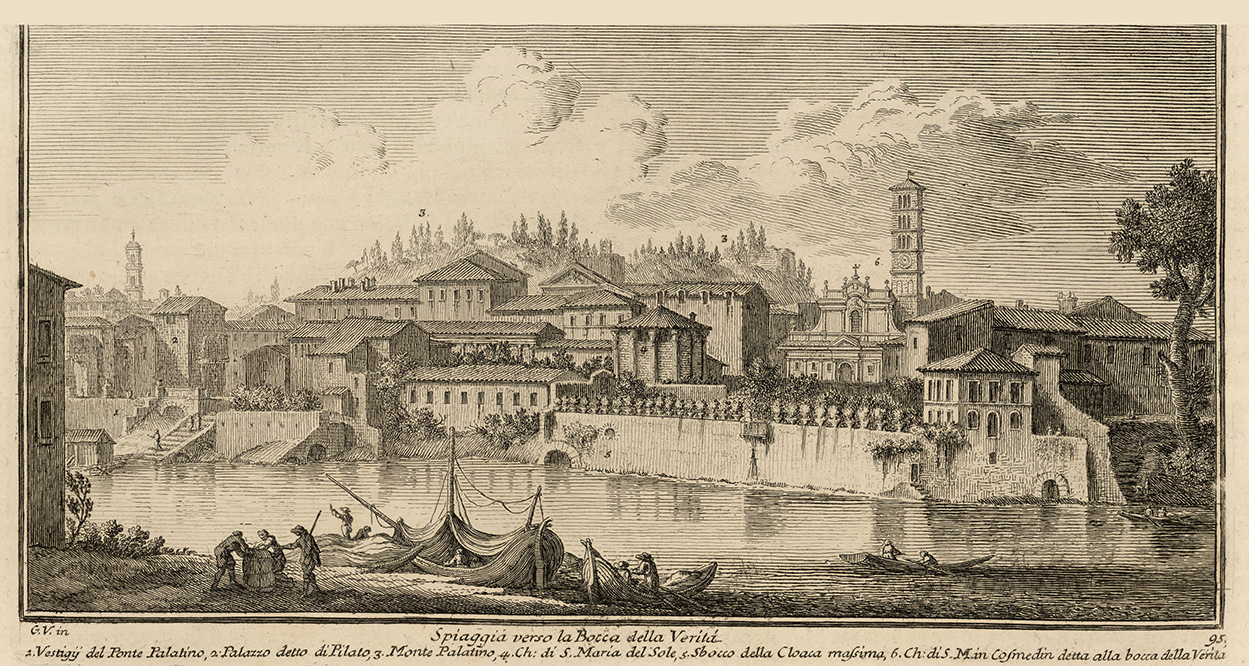
Бычий форум и церковь Санта-Мария-ин-Козмедин с берега Тибра. Офорт Дж. Вази. 1754

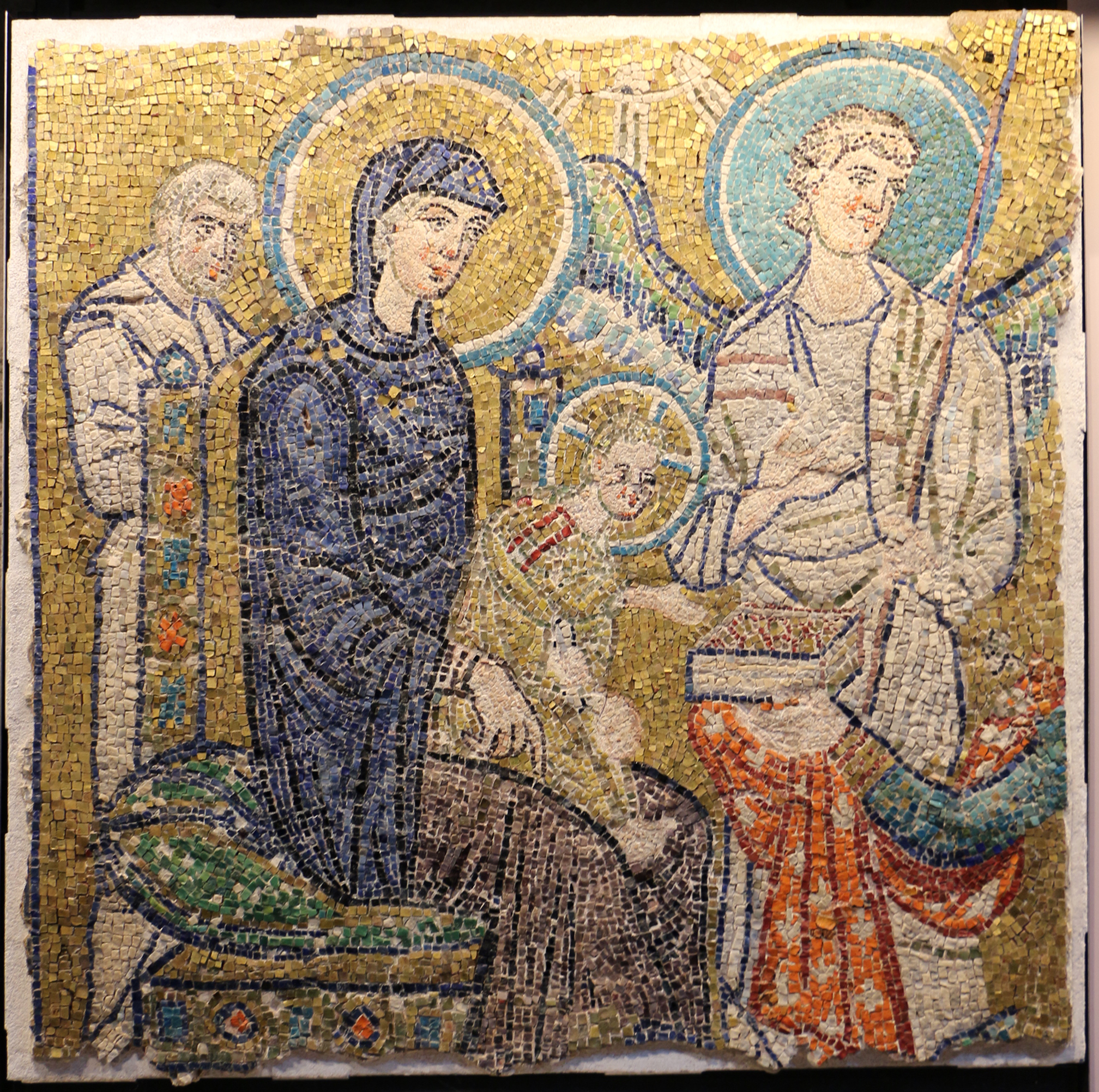
Мадонна с Младенцем, Св. Иосифом и ангелом (фрагмент композиции «Поклонение волхвов»). 705—706. Мозаика. Сакристия церкви

В VI веке эта территория принадлежала греческой общине, в VIII веке при папе Адриане I на месте одного из языческих храмов (Алтаря Геркулеса) Бычьего форума построили церковь. В VIII веке церковь и её пристройки были переданы колонии греческих монахов, укрывшихся в Риме от иконоборческих гонений византийского императора Константина V. От них этот район Рима получил название «Побережье греков» (Ripa Graeca), а церковь — «Санта-Мария-ин-Схола» (итал. Santa Maria in Schola — Святой Марии в общине). Латинское слово «Cosmedin» — искажение греческого эпитета «κοσμιδίων» (украшенный; схожий пример употребления прилагательного имеется в Равенне). Это слово совпадает с наименованием Константинопольского Космидиона, монастыря, посвящённого святым Косме и Дамиану, отсюда проблематичность или, по крайней мере, двусмысленность этимологии.
Во время понтификата папы Николая I (858—867) к церкви были пристроены сакристия, позднее известная как «Сан-Никколо-де-Схола Грека», и резиденция дьякона. Папа построил здесь свой дворец, в котором проходили избрания на папский престол трёх кардинальных дьяконов церкви Санта-Мария-ин-Козмедин: Геласия II в 1118 году, Целестина III в 1191 году и антипапы Бенедикта XIII в 1394 году. Во время разграбления Рима в 1084 году нормандскими войсками Роберто иль Гискардо церкви был нанесен серьезный ущерб.
В 1118 году папа Геласий II (ранее был кардинальным дьяконом Санта-Мария-ин-Козмедин) приказал провести реставрационные работы. В 1435 году базилика была передана папой Евгением IV бенедиктинским монахам аббатства Сан-Паоло-фуори-ле-Мура, принадлежащим «Конгрегации Казиненсис Ордена Святого Бенедикта» (Congregatio Casinensis l’Ordine di San Benedetto), которые сократили титул кардинала, чтобы избежать конфликтов между кардинальным дьяконом и монахами. Диакония была восстановлена в 1513 году папой Львом X, который закрыл монастырь и возвёл церковь в коллегиальную с собственным приходом.
Церковь основательно обновляли в 1123 году, затем, после долгого запустения, в 1671 году, и в 1716—1718 годах по заказу кардинала Аннибале Альбани архитектор Джузеппе Сарди придал церкви новый барочный фасад. Реставрация интерьера проводилась в 1896—1899 годах, в ходе которой были удалены все позднейшие добавления и искажения уникальной средневековой постройки. Боковые апсиды были украшены в 1899 году фресками в неосредневековом стиле Чезаре Кароселли и Алессандро Паломби, опиравшихся на стиль из фресок XII века центрального нефа.

## Архитектура

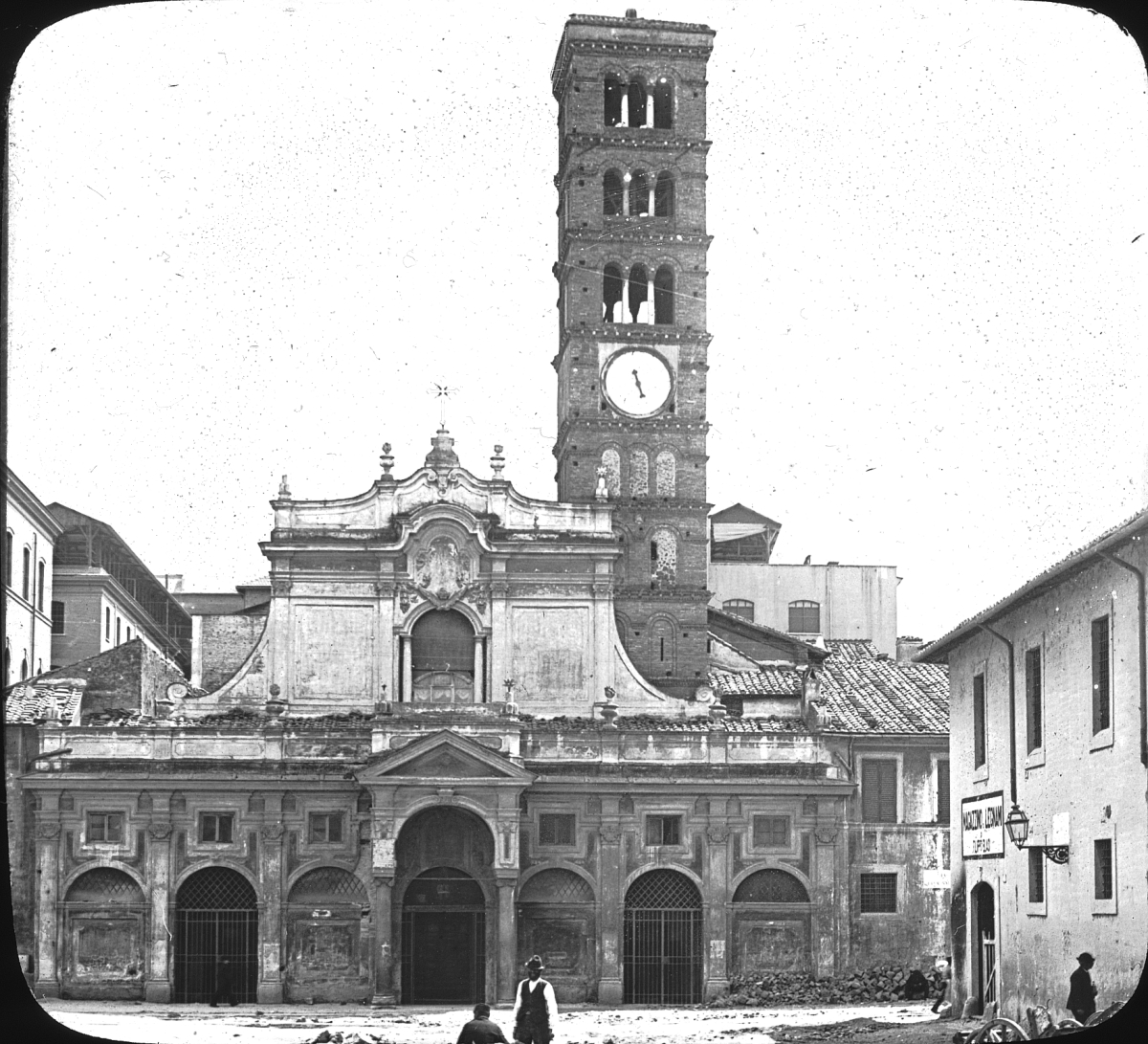
Фасад базилики после перестроек XVII—XVIII веков. Фотография 1890-х гг.

Церковь представляет собой трёхнефную базилику без трансепта, с нартексом и боковыми галереями. Боковые, женские галереи открывались в центральный неф шестью арочными окнами с каждой стороны. Нефы разделяют аркады, опирающиеся на колонны, взятые из античных построек, с разнообразными причудливыми романскими капителями. Ранний интерьер церкви заканчивался на востоке задней стеной лоджии, поэтому наличие апсиды следует исключить.
Папа Адриан I, желая расширить церковь к востоку, в 782 году приказал снести заднюю стену молельного зала, в котором он распорядился устроить крипту. При этом внутреннее пространство увеличилась вдвое: были устроены три нефа, каждый из которых оканчивался полукруглой апсидой. Над арками между центральным нефом и левым проходом видны заложенные кирпичом одиночные стрельчатые окна, через которые женская галерея времени Адриана I открывалась в главный неф. Окна были замурованы при папе Каликсте II в начале XII века.
Нартекс и кампанила (колокольня) были построены мастерами семьи Космати. Кирпичная кампанила XII века высотой 34,2 метра разделена карнизами на семь ярусов, верхние открываются тройными окнами с беломраморными колонками на все четыре стороны. Среди размещенных внутри колоколов самый старый датируется 1283 годом и является пизанским.
Вход в нартекс предваряет арочный портал на четырёх гранитных колоннах ионического ордера. В центре нартекса — уникальное сооружение: надгробный монумент X века: «Памятник Альфано» (monumento funerario di Alfano), в виде античной перголы на колонках, с треугольным фронтоном и памятной надписью.
Интерьер был украшен фресками на ветхозаветные и новозаветные сюжеты. В тот же период, вероятно, также мастерами Космати, были устроены мраморный хор и кафедра (лат.  schola cantorum ), повторяющие в общих чертах хор базилики Сан-Клементе-аль-Латерано, также был возведён Пасхальный канделябр и готический киворий (1294), похожий на киворий базилики Сан-Паоло-фуори-ле-Мура или, что более вероятно, вся композиция нефа следовала плану церкви Сан-Клементе.
В церкви сохранился уникальный темплон (архитрав на мраморных колоннах) — редкий пример алтарной преграды ранневизантийского типа.
В боковых проходах, над разделительными арками с главным нефом, видны следы шести стрельчатых окон с каждой стороны, через которые в церковь открывалась женская галерея Адриана I, снесенная при Каликсте II. Пол богато декорирован в стиле «косматеско» из полихромного мрамора с мозаичными вставками; пол в schola cantorum и пресбитерии выложен мозаикой в технике «opus sectile» VIII века. Потолок — с открытыми деревянными стропилами, типичный для церквей романского периода.

## Крипта и святые реликвии
Под полом главного нефа (спуск по лестнице слева от хора) находится крипта VIII века, возможно, самый старый пример такого типа (открыта в 1717 году). Зал с низким потолком на коринфских колоннах (добавлены позднее) имеет прямоугольный план. Вдоль боковых стен расположены шестнадцать полукруглых ниш (лат. loculi, первоначально использовавшихся для размещения мощей святых; позднее для колумбария. Остатки подиума из каменных блоков языческого Алтаря Геркулеса включены в кладку нижней части стен. В центре одной из стен имеется полукруглый склеп, внутри которого находится алтарь V—VI веков. В алтаре помещены реликвии Святой Цириллы (Santa Cirilla); по сторонам — барельефные кресты.
В базилике хранятся мощи нескольких святых. Среди них — череп, приписываемый святому Валентину (не святому, почитаемому 14 февраля, а его тёзке), а также «голова святого Адаутто» (la testa di sant’Adautto). Последний, скорее всего, мученик, «похороненный вместе с Феличе в склепе возле кладбища Коммодилла на Виа Остиензе. В церкви Санта-Мария-ин-Козмедин хранятся и другие головы вымышленных мучеников (Адриано, Амелия, Анджело Фанчиулло, Антонино, Бенедетто, Бениньо, Кандида, Кандидо, Клеменца, Конкордия, Дезирио, Дезидерио, Дженерозо, Джулиано, Ипполито, Оттавио, Патрицио, Пласидо и Романо), а также нога Олимпии и ноги Святого Иоанна Крестителя де Росси».

## Сакристия
В сакристии (ризнице), открывающейся в начале правого прохода, выставлен один из девяти уцелевших фрагментов мозаичного убранства молельни папы Иоанна VII (705—707), входившей в комплекс старой базилики Св. Петра в Ватикане: мозаика VIII века «Поклонение волхвов» (l’Adorazione dei Magi). Мозаику перенесли в базилику в 1639 году по велению Урбана VIII.

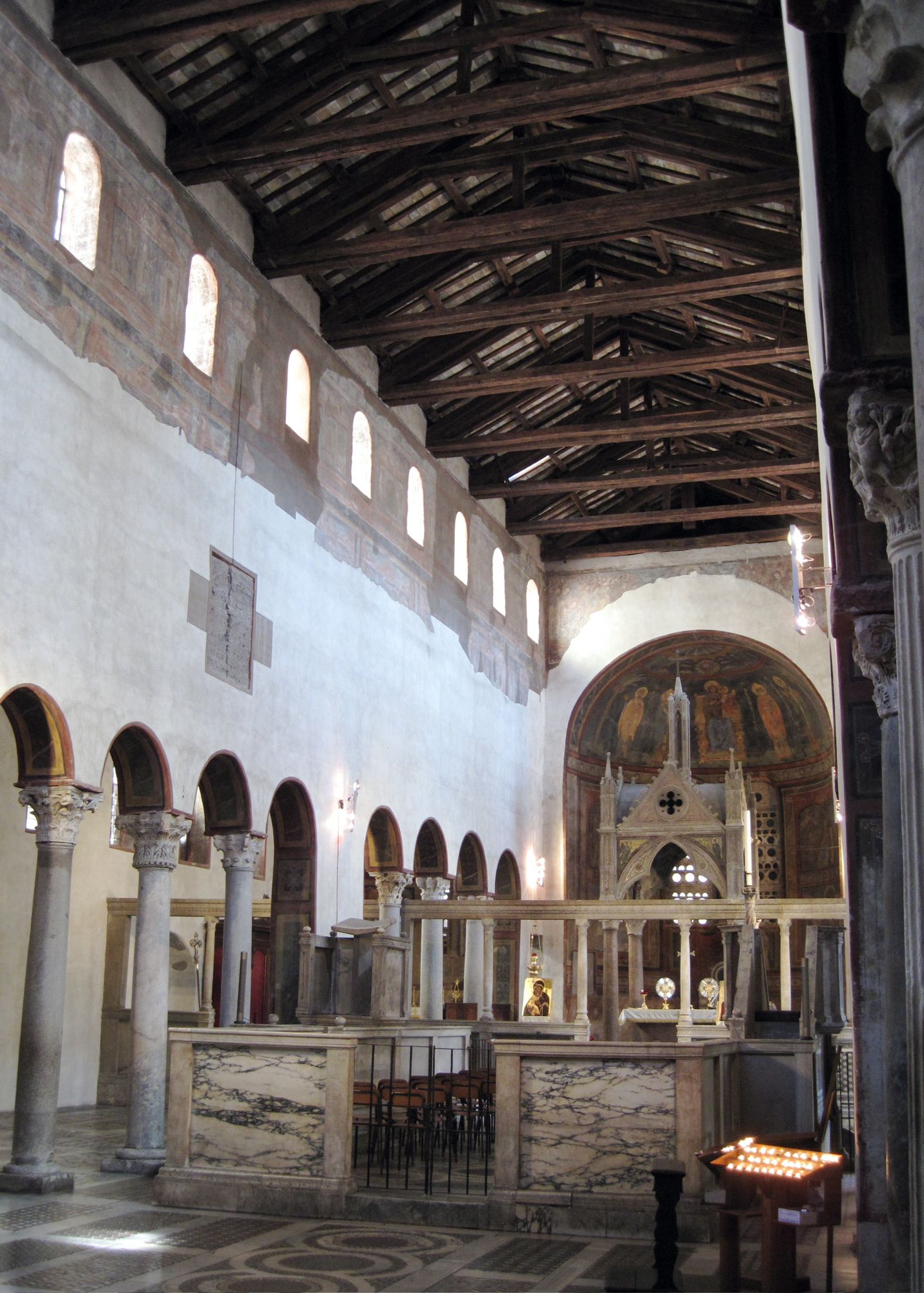
Интерьер
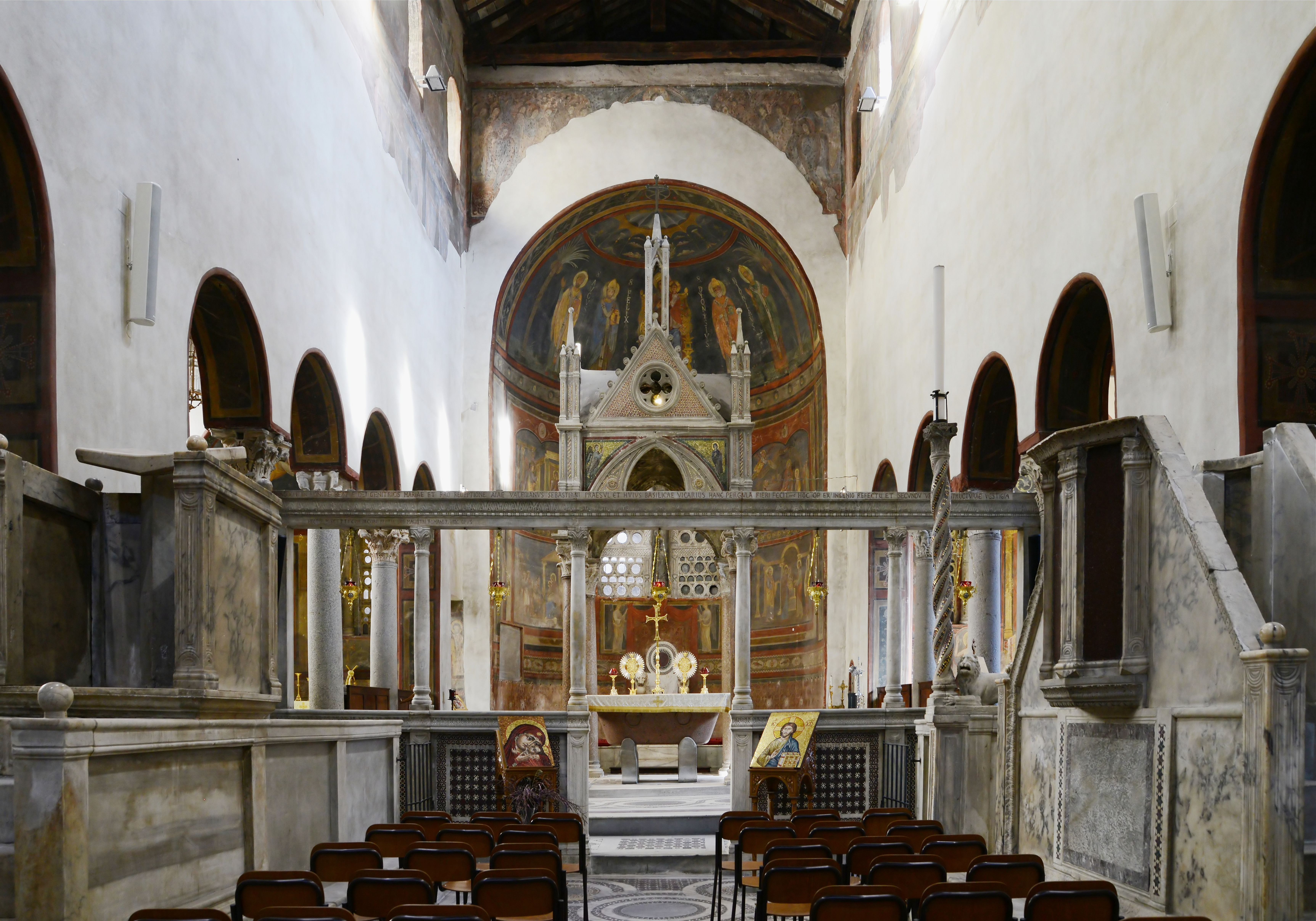
Интерьер церкви. Вид на алтарь из хора
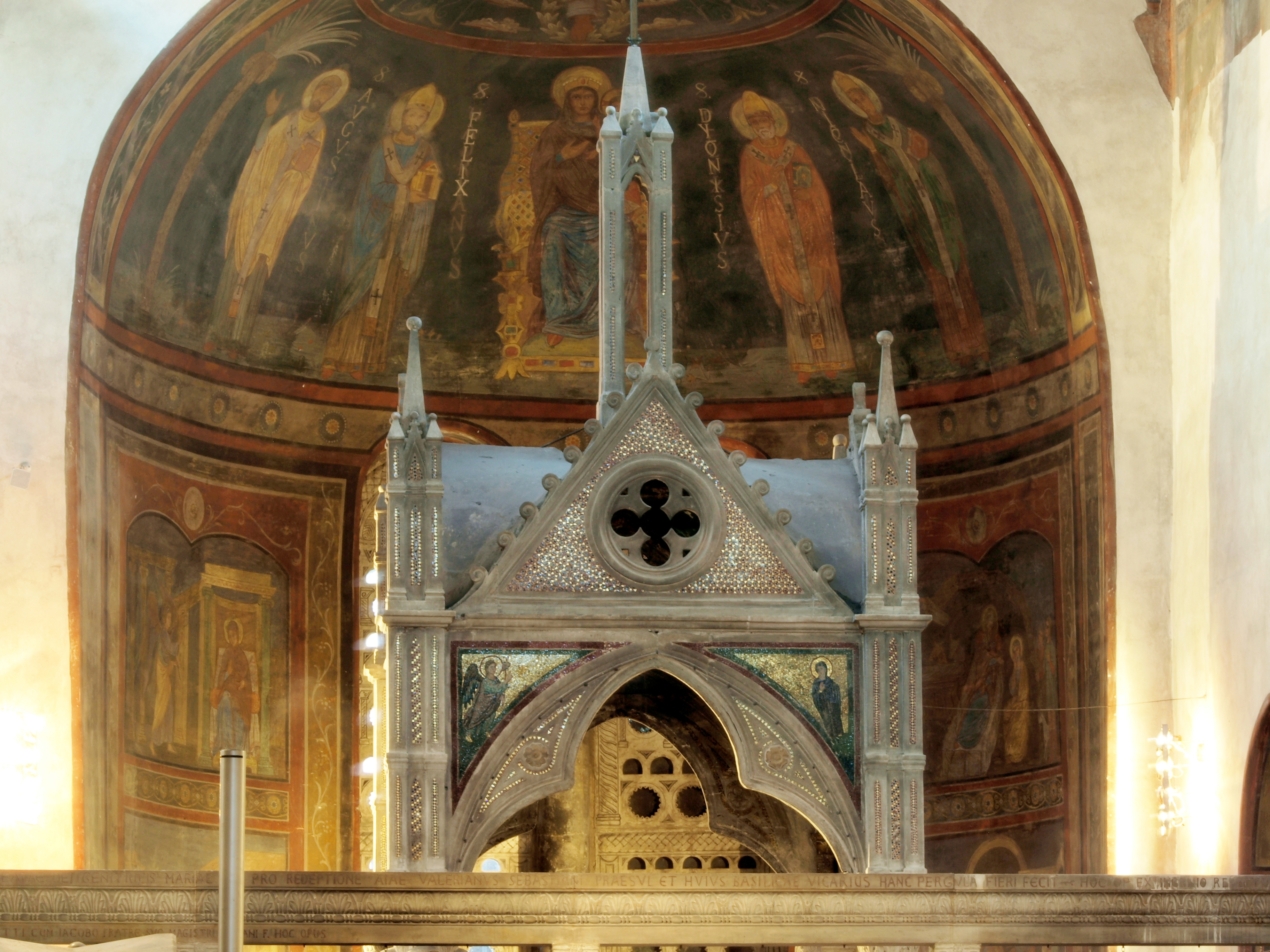
Киворий
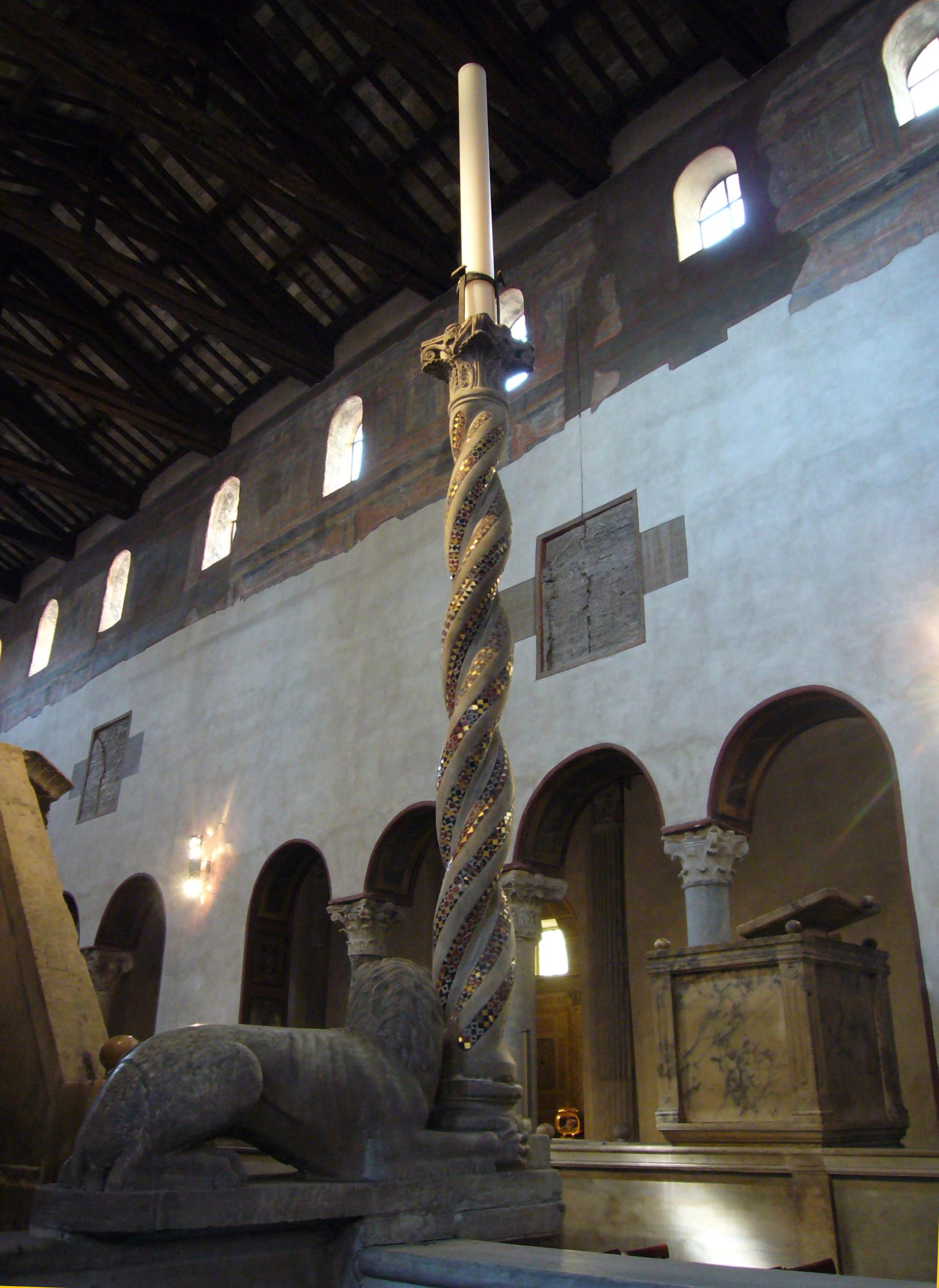
Пасхальный канделябр
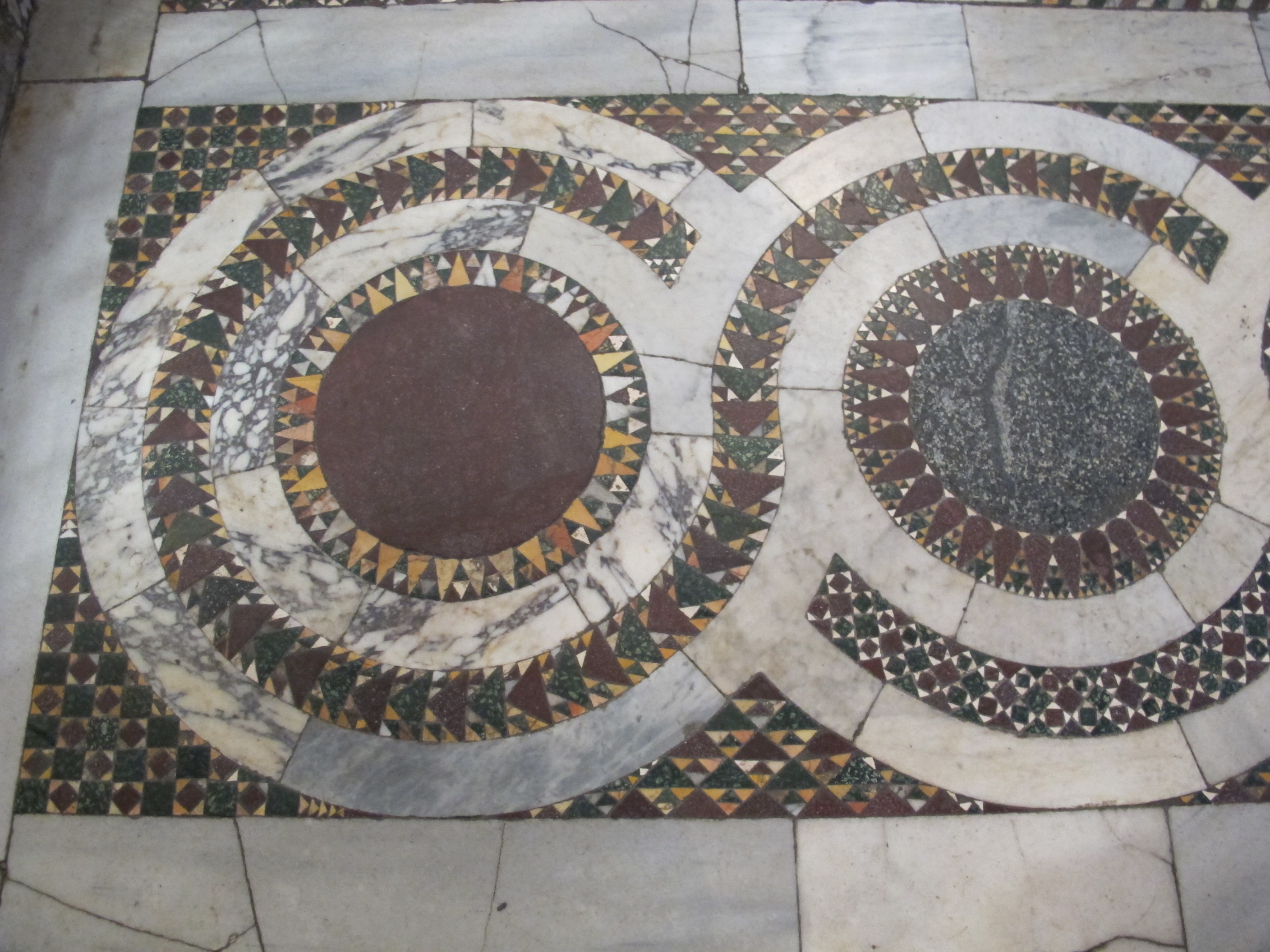
Пол «космати»
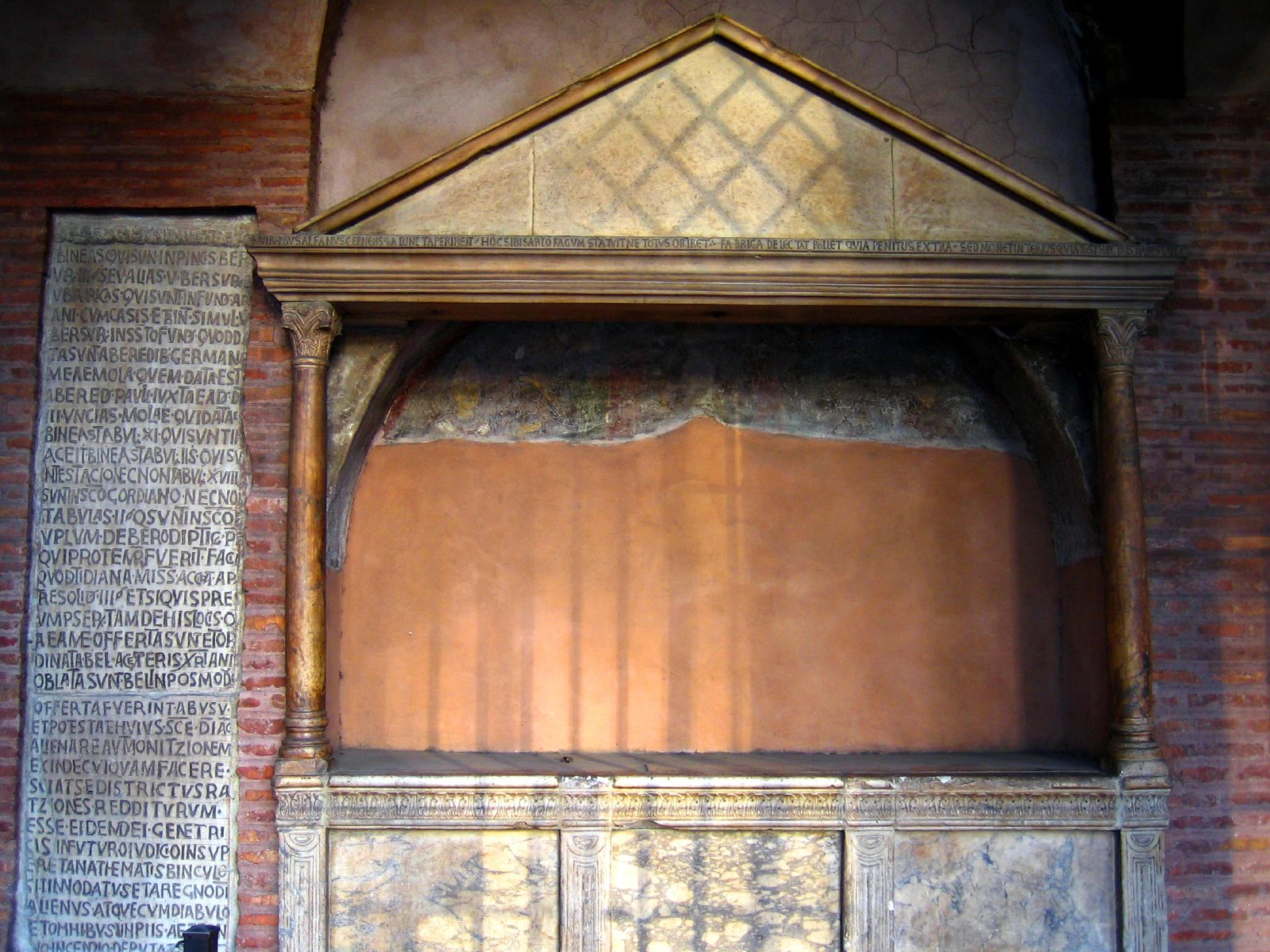
Нартекс. «Монумент Альфано». X в.
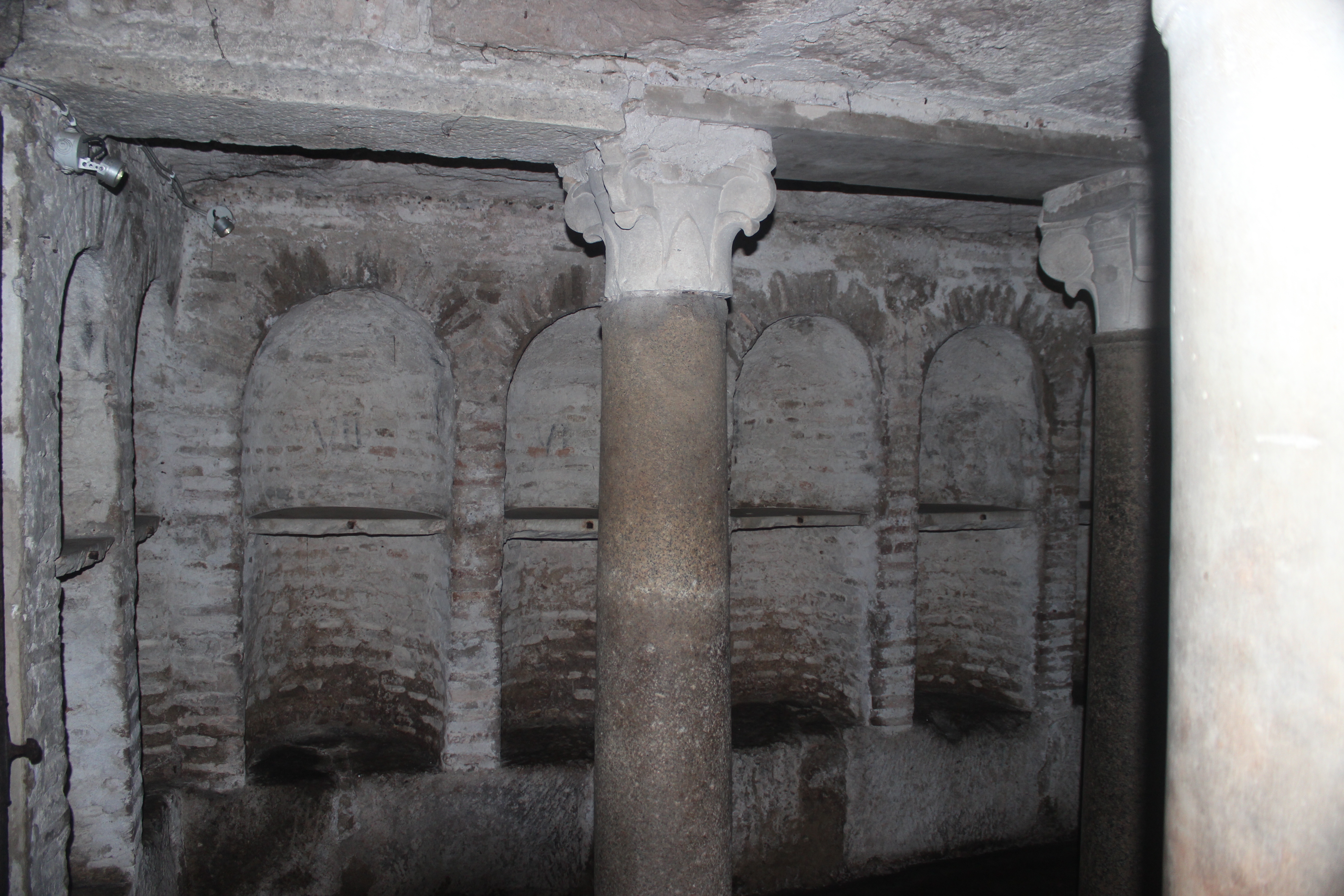
Крипта

## В популярной культуре
В Санта-Мария-ин-Козмедин проходили съёмки сцены из романтической комедии 1953 года «Римские каникулы». Корреспондент информагентства Джо Брэдли, в исполнении Грегори Пека шокирует принцессу Анну, в исполнении Одри Хепбёрн, изображая якобы утраченную руку в «Устах истины».
Показан церковью внутри безымянного аббатства в итальяно-немецком мини-сериале 2019 года «Имя розы» — экранизации одноимённого романа Умберто Эко.